# 김선민 (의료인)
김선민(金宣旼, 1964년 5월 24일~)은 대한민국의 보건 전문가이다. 제22대 국회의원이다. 제10대 건강보험심사평가원장(2020. 4.~2024. 3.)을 지냈다.
보건복지부 장관의 추천에 따라 2020년 4월 문재인 대통령에 의해 제10대 건강보험심사평가원장으로 임명되었다. 김선민 원장은 지난 2000년 건강보험심사평가원이 설립된 이후 첫 여성 원장이다. 제10대 원장으로 승진하기 전, 김 원장은 건강보험심사평가원의 기획이사직을 지냈다.
김 원장은 정부 간 기구 및 정부 기관에서의 풍부한 업무 경험을 보유하고 있다. 1999년부터 2001년까지  한국보건산업진흥원의 수석연구원으로 근무했으며, 2001년부터 2004년까지는 국가인권위원회에서 재직했다. 2006년부터 건강보험심사평가원의 진료심사평가위원회에 상근평가위원으로 처음 합류한 후부터 건강보험심사평가원에서 다양한 역할을 소화했다. 2016년부터 2018년까지는 세계보건기구(WHO) 서비스제공 및 안전국(Service delivery and Safety Department) 수석기술관으로 근무하기도 했다.
김 원장은 2009년부터 건강보험심사평가원을 대표하여 경제협력개발기구(OECD) 보건의료의 질과 성과 평가 워킹그룹(HCQO, Health Care Quality and Outcome)에 참여했으며, 2019년에는 의장으로 선임되어 첫 아시아 국적의 여성 지도자가 되었다.
서울대학교 의학 학사 및 예방의학 석사 및 박사 출신으로, 한림대학교  조교수 및 가톨릭대학교 겸임교수를 지냈다. 2023년 3월에 건강보험심사평가원장 자리에서 물러났으며, 2024년에 창당한 조국혁신당의 영입 인재 5호가 되었다. 이후 제22대 국회의원 선거 조국혁신당 후보 순번 지정 국민 투표에서 비례대표 순번 5번째로 결정되었고, 제22대 총선에서 당선되었다.

## 학력
- 정의여자고등학교 졸업
- 서울대학교 의과대학 의학 학사
- 서울대학교 대학원 의학 박사
- 서울대학교 대학원 의학 석사

## 경력
- 한림대학교 의과대학 조교수
- 한국보건산업진흥원 수석연구원
- 국가인권위원회 설립준비기획단
- 국가인권위원회 인권연구담당관
- 건강보험심사평가원 상근평가위원
- 건강보험심사평가원 국제협력단장
- 건강보험심사평가원 인재개발단장
- 세계보건기구 수석기술관
- 건강보험심사평가원 기획이사
- 경제협력개발기구 보건의료질과성과 작업반 의장
- 근로복지공단 태백병원 직업환경의학 전문의
- 2020년 4월 21일~2024년 3월 12일: 제10대 건강보험심사평가원 원장[2]
- 2024년 3월 6일: 조국혁신당 인재 영입 5호[3]
- 조국혁신당 여성위원회 위원장
- 조국혁신당 제3정책조정위원장
- 2024년 4월 10일 대한민국 제22대 국회의원 선거 당선(비례대표, 조국혁신당, 초선)
- 2024년 7월 20일~: 조국혁신당 최고위원(수석[B])
- 2024년 12월 12일~: 조국혁신당 당대표 권한대행
- 2025년 3월 9일~: 조국혁신당 서울특별시당 영등포구 지역위원회 위원장

### 의정 활동
- 2024년 5월 30일~: 제22대 국회의원(비례대표, 조국혁신당, 초선)
  - 2024년 6월~: 제22대 국회 전반기 보건복지위원회 위원
  - 2024년 6월~: 제22대 국회 전반기 여성가족위원회 위원

## 역대 선거 결과
| 실시년도 | 선거   | 대수 | 직책     | 선거구   | 정당       | 득표수      | 득표율          | 순위         | 당락 | 비고 |
| -------- | ------ | ---- | -------- | -------- | ---------- | ----------- | --------------- | ------------ | ---- | ---- |
| 2024년   | 총선   | 22대 | 국회의원 | 비례대표 | 조국혁신당 | 6,874,278표 | \| \| 24.25% \| | 비례대표 5번 |      | 초선 |
|          | 24.25% |      |          |          |            |             |                 |              |      |      |

## 소속 정당
| 소속 정당 | 소속 정당  | 소속 기간 | 비고           |
| --------- | ---------- | --------- | -------------- |
|           | 조국혁신당 | 2024~현재 | 창당 정계 입문 |

## 같이 보기
- 대한민국 제22대 국회의원 선거 조국혁신당 후보 목록#비례대표